# Manejo de plagas

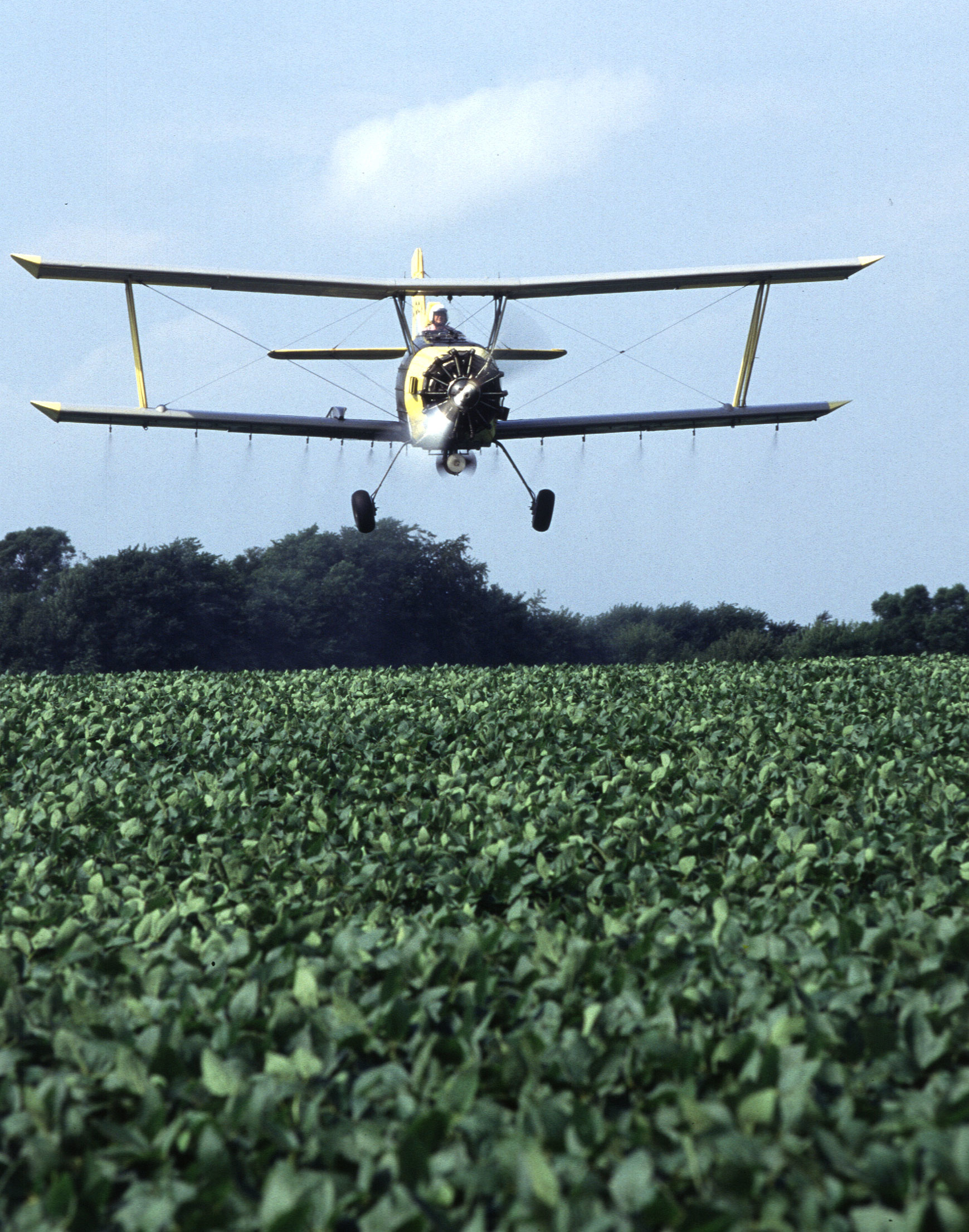
Una aeronave agrícola aplica una dosis baja de insecticida contra el gusano de la raíz del maíz occidental.

Manejo de plagas o control de plagas es la regulación o manejo de una especie definida como plaga; es decir, cualquier animal, planta o hongo que afecta negativamente a las actividades humanas o al medio ambiente. La respuesta humana ante las plagas depende de la importancia del daño ocasionado y puede variar desde la tolerancia, pasando por medidas de disuasión y manejo, hasta intentos de erradicación completa. Las medidas de control de plagas pueden aplicarse como parte de una estrategia de manejo integrado de plagas.

## En la agricultura
En la agricultura, las plagas se mantienen a raya mediante métodos mecánicos, culturales, químicos y biológicos. Labrar y cultivar el suelo antes de sembrar reduce la carga de plagas, y la rotación de cultivos ayuda a disminuir la acumulación de una determinada especie de plaga. La preocupación por el medio ambiente lleva a limitar el uso de pesticidas en favor de otros métodos. Esto se puede lograr mediante la monitorización del cultivo, la aplicación de pesticidas únicamente cuando es necesario y el cultivo de variedades y Cultivos resistentes a las plagas. Cuando es posible, se utilizan medios biológicos, fomentando la presencia de enemigos naturales de las plagas e introduciendo depredadores o parásitos adecuados.

## En hogares y entornos urbanos
Muchas especies no deseadas se instalan o visitan edificios residenciales, sitios industriales y áreas urbanas. Algunas contaminan alimentos, dañan estructuras, roen telas o infestan productos almacenados. Algunas causan grandes pérdidas económicas, otras transmiten enfermedades o generan riesgos de incendio, y en ocasiones son simplemente una molestia. El control de estas plagas se intenta mediante la mejora de la sanidad y la gestión de residuos, la modificación del hábitat y el uso de repelentes, reguladores de crecimiento, trampas, cebos y pesticidas.

## Métodos generales

### Control físico de plagas

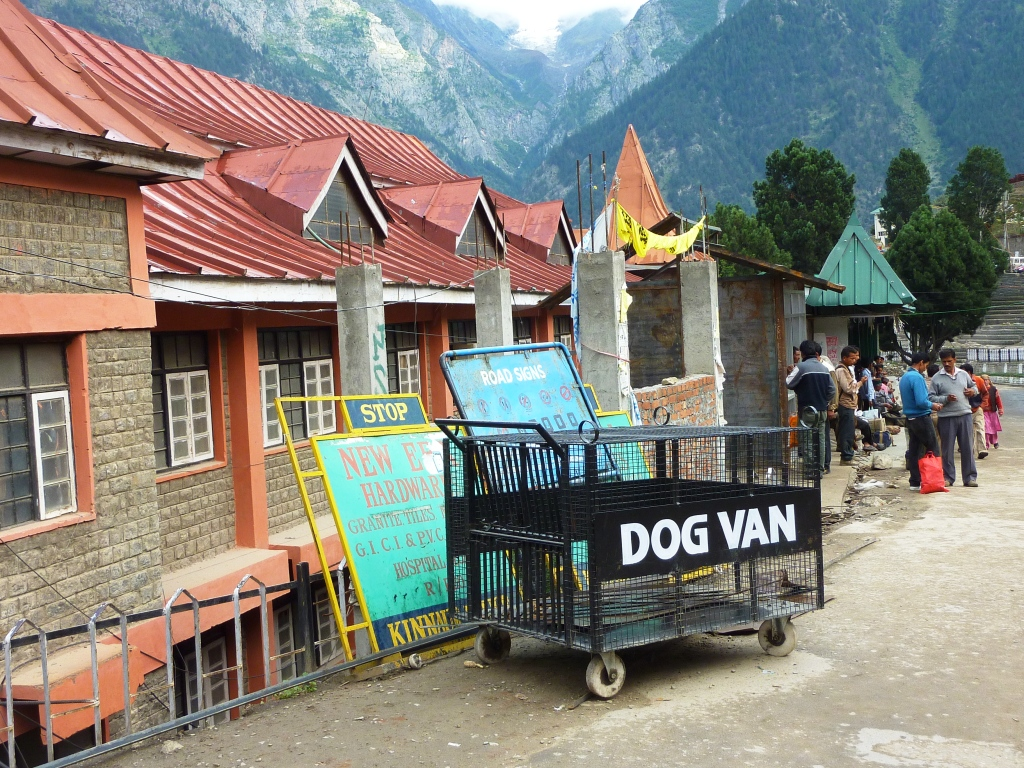
Un vehículo especializado para el control de plagas, en Rekong Peo, Himachal Pradesh, India

El control físico de plagas implica atrapar o eliminar físicamente plagas como insectos y roedores. Históricamente, se empleaba la captura manual o con la ayuda de cazarratas mediante perros y trampas. En el ámbito doméstico, se utilizan cintas adhesivas para atrapar moscas. En edificios grandes, los insectos pueden ser atraídos y capturados utilizando feromonas, compuestos volátiles sintéticos o luz ultravioleta; algunos dispositivos cuentan con superficies pegajosas o rejillas eléctricas para eliminarlos. Se emplean tablas adhesivas para monitorear cucarachas y trampas de jaula para capturar roedores, los cuales pueden ser eliminados con trampas de resorte. Polvos, como el talco o polvos rastreadores, se utilizan para determinar las rutas que siguen los roedores en los edificios y dispositivos acústicos pueden detectar escarabajos en maderas estructurales.
Históricamente, las armas de fuego han sido uno de los métodos principales para el control de plagas. Las "Garden guns" (armas de jardín) son escopetas de cañón liso diseñadas específicamente para disparar munición de perdigones de baja potencia (como la munición .22 o 9 mm Flobert), y son utilizadas comúnmente por jardineros y agricultores para roer serpientes, roedores, aves y otras plagas. Estas armas, de corto alcance, son relativamente silenciosas cuando se disparan con perdigones, en comparación con municiones estándar, y son especialmente eficaces en graneros y cobertizos, ya que los perdigones no dañan techos ni paredes ni ponen en riesgo al ganado mediante rebotes.
El cartucho más común es el .22 Long Rifle cargado con perdigones #12. A una distancia de aproximadamente 10 pies (3 m), que es el alcance máximo efectivo, el patrón se extiende aproximadamente 8 pulgadas (20,3 cm) de diámetro desde un rifle estándar. Escopetas especiales de cañón liso, como la Marlin Model 25MG, pueden producir patrones efectivos hasta 15 o 20 yardas utilizando cartuchos .22 WMR, que contienen 1/8 oz. de perdigones #12 en una cápsula plástica.

### Cebo envenenado

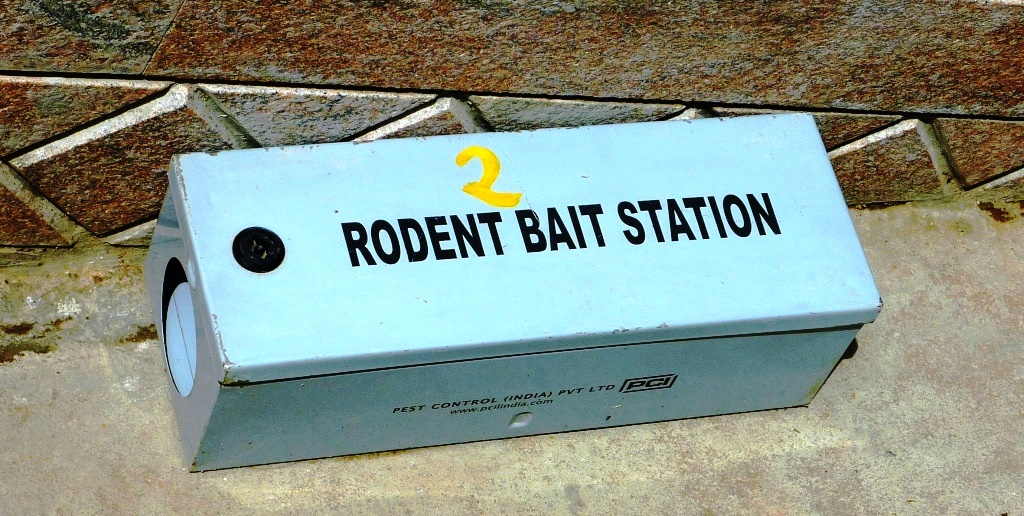
Estación de cebo para roedores, en Chennai, India

El cebo envenenado es un método común para controlar roedores, ratones, aves, babosas, caracoles, hormigas, cucarachas y otras plagas. Los gránulos básicos u otras formulaciones contienen un atrayente alimenticio para la especie objetivo y un veneno adecuado. Para las hormigas se requiere un tóxico de acción lenta, de modo que las obreras puedan transportar el cebo a la colonia, y para las moscas se necesita un veneno de acción rápida que evite la puesta de huevos y molestias adicionales. Los cebos para babosas y caracoles suelen contener el molluscicida metaldehído, el cual es peligroso para niños y mascotas domésticas.
Un artículo en Scientific American de 1885 describió la eliminación efectiva de una infestación de cucarachas utilizando cáscaras frescas de pepino.

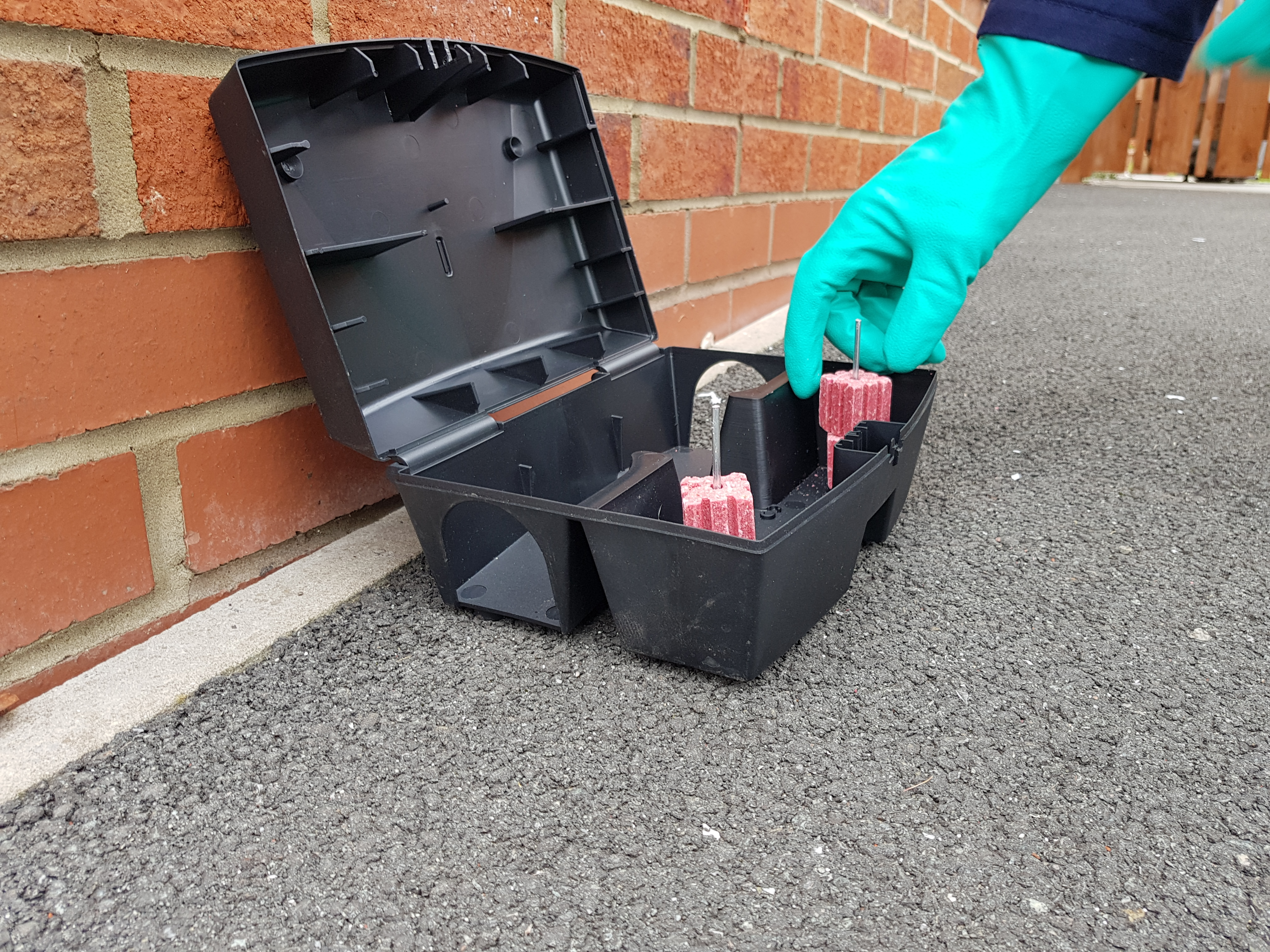
Cebo colocado en una caja de cebo para roedores.

Tradicionalmente se ha utilizado warfarina para matar roedores, pero muchas poblaciones han desarrollado resistencia a este anticoagulante y se puede sustituir por difenacoum. Estos venenos son acumulativos, lo que exige reponer regularmente las estaciones de cebo. Asimismo, se ha utilizado carne envenenada durante siglos para eliminar animales como lobos y aves de rapiña. Sin embargo, las carrozas envenenadas matan a una amplia gama de carroñeros, no solo a la especie objetivo. En Israel, las aves rapaces estuvieron al borde de la extinción tras un periodo de intenso envenenamiento de ratas y otras plagas agrícolas.

### Fumigación

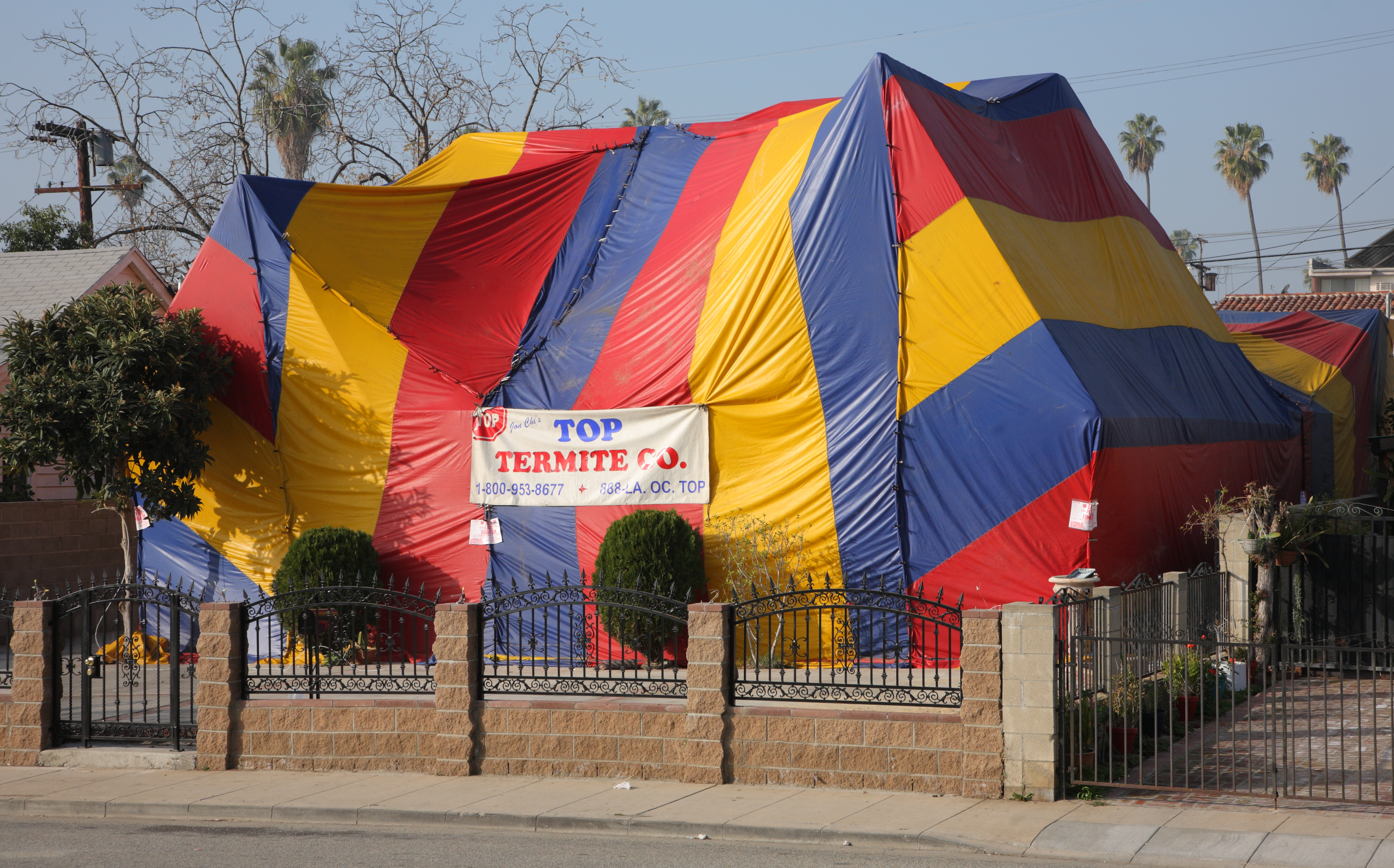
Una casa sometida a fumigación mediante una carpa hermética, en Estados Unidos

La fumigación es el tratamiento de una estructura para eliminar plagas, como los escarabajos perforadores de la madera, sellándola o rodeándola con una cubierta hermética (por ejemplo, una carpa) y rociando un insecticida en forma de niebla durante un período prolongado, normalmente de 24 a 72 horas. Este método es costoso e inconveniente, ya que la estructura no puede utilizarse durante el tratamiento, pero permite atacar todas las etapas del ciclo de vida de la plaga.
Una alternativa, el tratamiento en espacio, consiste en nebulizar o generar una niebla fina para dispersar un insecticida en el ambiente interior de un edificio sin necesidad de evacuarlo o sellarlo herméticamente, lo que permite que la mayor parte de las actividades continúe, aunque con una penetración reducida. Se suelen utilizar insecticidas de contacto para minimizar efectos residuales prolongados.

### Esterilización
Las poblaciones de insectos plaga pueden reducirse drásticamente mediante la liberación de individuos estériles. Este método consiste en criar en masa a la plaga, esterilizarla mediante rayos X u otro procedimiento, y liberarla en la población silvestre. Es especialmente útil cuando la hembra solo se aparea una vez y el insecto no se dispersa ampliamente. Esta técnica se ha empleado con éxito contra la mosca de la carne del Nuevo Mundo, algunas especies de tsetse, moscas de la fruta tropicales, la pink bollworm y la carcoma del manzano, entre otras.
Para esterilizar químicamente las plagas mediante chemosterilizantes, se realizaron estudios de laboratorio utilizando U-5897 (3-cloro-1,2-propanodiol) a principios de la década de 1970 para el control de ratas, aunque estos resultaron infructuosos. En 2013, la ciudad de Nueva York probó trampas de esterilización, demostrando una reducción del 43% en la población de ratas. En agosto de 2016, la EPA de Estados Unidos aprobó el producto ContraPest para la esterilización de roedores como chemosterilizante.

### Aislamiento
El Boro, un pesticida conocido, puede impregnarse en las fibras de papel de aislantes de celulosa a determinados niveles para lograr un efecto mecánico letal sobre insectos que se acicalan, como hormigas, cucarachas, termitas y más. La incorporación de aislamiento en áticos y paredes no solo mejora el rendimiento térmico y acústico, sino que también contribuye al control de plagas. La EPA regula este tipo de pesticida de uso general en Estados Unidos, permitiendo su venta e instalación únicamente a profesionales licenciados de manejo de plagas como parte de un programa de manejo integrado. Es importante destacar que simplemente agregar Boro o un pesticida registrado en un aislante no lo clasifica como pesticida; la dosis y el método deben ser cuidadosamente controlados y monitoreados.

#### Control mediante criogenización con CO₂
La criogenización con CO₂ es un método innovador y ecológico que utiliza dióxido de carbono en estado sólido (hielo seco) para congelar y eliminar de forma inmediata a las plagas. Este procedimiento resulta especialmente adecuado para entornos sensibles—como almacenes de alimentos, instalaciones hospitalarias o áreas de almacenamiento delicado—donde la aplicación de pesticidas químicos puede ser inadecuada. Entre sus principales ventajas se encuentran:
Efecto inmediato: La aplicación de hielo seco produce una congelación rápida que erradica a la plaga al instante.
Seguridad ambiental: Al no utilizar productos químicos, no se generan residuos contaminantes.
Aplicabilidad en entornos críticos: Es idóneo para lugares donde se requiere mantener altos estándares de higiene y seguridad.
El proceso generalmente incluye una inspección inicial del área afectada, la preparación del entorno para proteger elementos sensibles, la aplicación controlada del hielo seco y un monitoreo posterior para verificar la eficacia del tratamiento.

## Métodos para plagas específicas

#### Control de roedores

##### Control urbano de roedores
El control de roedores es vital en las ciudades.: 133  Ciudades como Nueva York y otras en el estado de Nueva York redujeron dramáticamente sus poblaciones de roedores a principios de la década de 1970.: 133  Río de Janeiro afirma haber reducido en un 80% la población de roedores en apenas 2 años poco después.: 133  Londres comenzó a realizar estudios científicos de las poblaciones en 1972, lo que resultó tan útil que pronto siguieron los Gobiernos Locales en Inglaterra y Gales.: 133 

##### Control natural de roedores

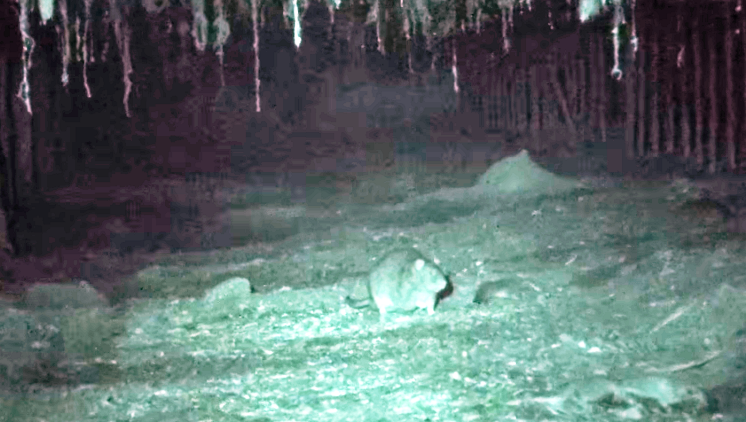
Infestación de rata parda

Diversas organizaciones de rehabilitación de vida silvestre fomentan formas naturales de control de roedores mediante la exclusión, el apoyo a depredadores y la prevención de envenenamientos secundarios. La EPA de EE. UU. indica en su Decisión Propuesta de Mitigación de Riesgos para nueve rodenticidas que "sin la modificación del hábitat para hacer las áreas menos atractivas para los roedores, incluso la erradicación no impedirá que nuevas poblaciones recolonicen el área." La EPA también ha prescrito pautas para el control natural de roedores y para trampas seguras en áreas residenciales con la posterior liberación en la naturaleza. Asimismo, se utilizan repelentes. Por ejemplo, el aceite de abeto balsámico, derivado de Abies balsamea, es un repelente de roedores aprobado por la EPA. La raíz de Acacia polyacantha subsp. campylacantha emite compuestos químicos que repelen a animales, incluyendo ratas.

#### Plagas de despensa

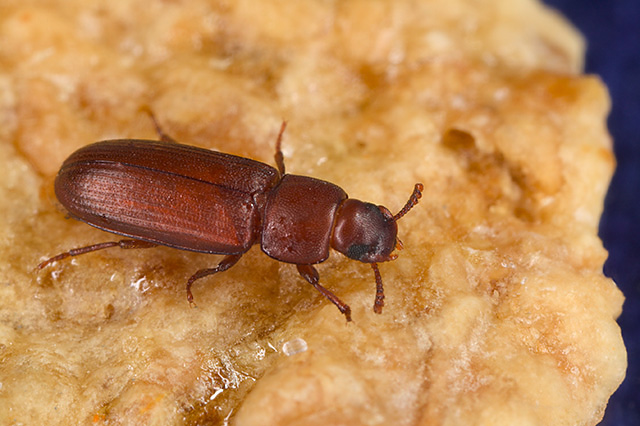
El gorgojo de la harina roja, Tribolium castaneum, ataca productos de grano almacenados en todo el mundo.

Las plagas de insectos, entre las que se incluyen la polilla de la harina mediterránea, la polilla del grano indio, el escarabajo del cigarrillo, el escarabajo de la droguería, el gorgojo confundido, el gorgojo de la harina roja, el escarabajo del grano mercantil, el escarabajo serrado y los gorgojos del trigo, maíz y arroz, infestan alimentos secos almacenados como harina, cereales y pasta. En el hogar, los alimentos infestados suelen desecharse, y almacenar dichos productos en contenedores herméticos debería prevenir que el problema se repita. Los huevos de estos insectos pueden pasar desapercibidos, siendo las larvas la etapa destructiva y el adulto la etapa más visible. Dado que no es seguro utilizar pesticidas cerca de alimentos, se recomiendan tratamientos alternativos, como congelar durante cuatro días a 0 °F o hornear durante treinta minutos a 130 °F, para eliminar cualquier insecto presente.

#### Polillas de la ropa

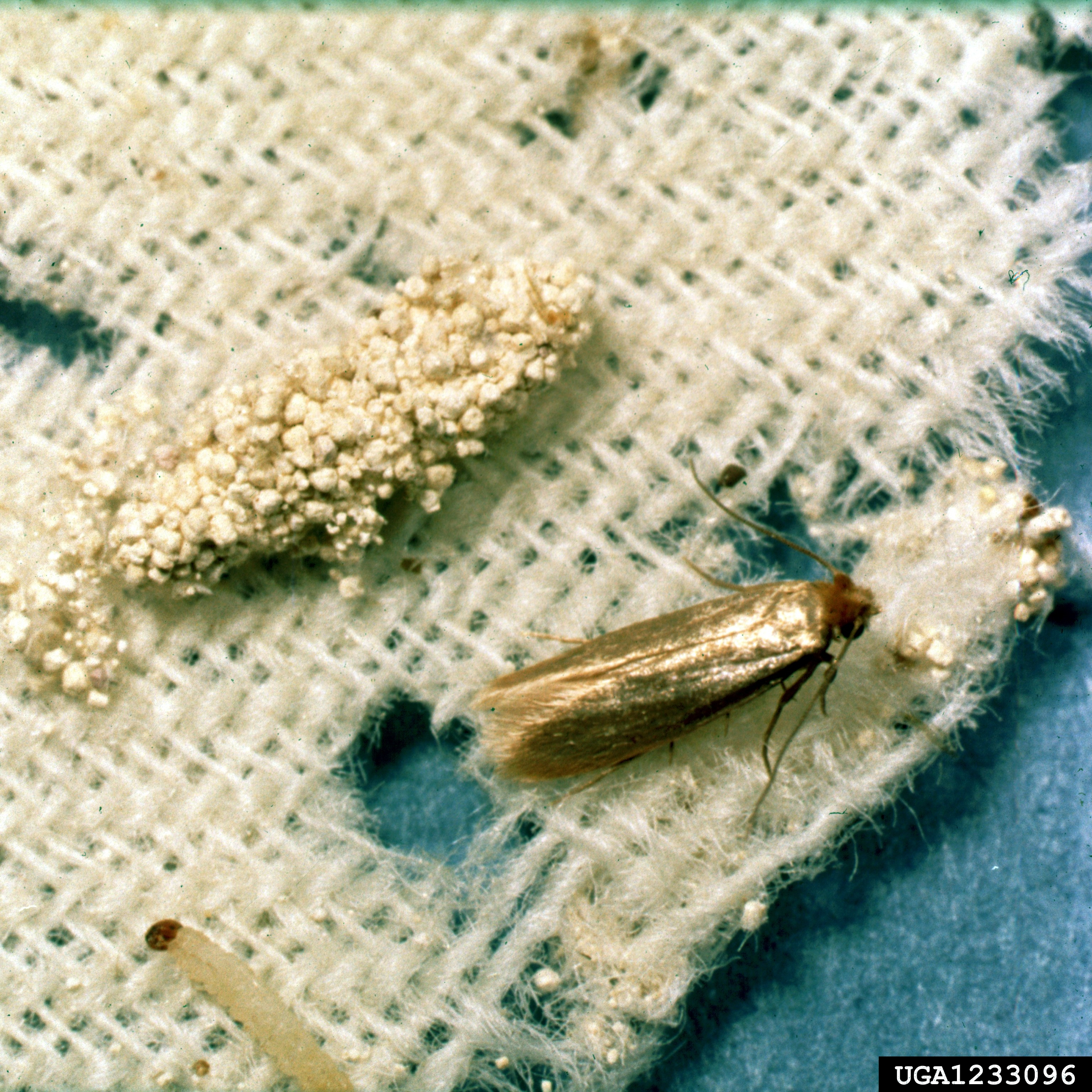
Larva, pupa y adulto de la polilla de la ropa Tineola bisselliella, con daños característicos en la tela

Las larvas de las polillas de la ropa (principalmente Tineola bisselliella y Tinea pellionella) se alimentan de telas y alfombras, especialmente de aquellas que se han almacenado o ensuciado. Las hembras adultas depositan grupos de huevos sobre fibras naturales, como la lana, la seda y la piel, además de mezclas de algodón y lino. Las larvas se protegen formando hilos y roen la tela, lo que genera agujeros y pequeñas manchas de excremento. Los daños suelen concentrarse en lugares ocultos, debajo de cuellos y en las costuras de la ropa, en pliegues de tapicerías y en los bordes de alfombras, así como bajo los muebles. Los métodos de control incluyen el almacenamiento en contenedores herméticos, el lavado periódico de las prendas, trampas, congelación, calentamiento y el uso de químicos; las bolas de naftalina contienen repelentes volátiles que disuaden a los adultos, pero para eliminar las larvas se pueden requerir insecticidas como permetrina o piretros.

#### Escarabajos de alfombra
Los escarabajos de alfombra pertenecen a la familia Dermestidae, y aunque los adultos se alimentan de néctar y polen, las larvas son plagas destructivas en hogares, almacenes y museos. Se alimentan de productos animales como la lana, la seda, el cuero, la piel, las cerdas de cepillos, el pelo de mascotas, plumas y especímenes museísticos. Suelen infestar áreas ocultas y pueden dañar grandes porciones de telas, dejando excrementos y caparazones desprendidos de apariencia marrón y áspera. El manejo de infestaciones es difícil y se basa en la exclusión y la higiene, recurriendo a pesticidas cuando es necesario. Los escarabajos pueden volar desde el exterior y las larvas pueden sobrevivir con restos de pelusa, polvo o dentro de las bolsas de la aspiradora. En almacenes y museos, se emplean trampas adhesivas cebadas con feromonas para identificar problemas, y tratamientos como el calentamiento, congelación, pulverización de superficies o fumigación matan a los insectos si se aplican correctamente. Los objetos susceptibles se protegen almacenándolos en contenedores herméticos.

#### Polillas de libros
Los libros a veces son atacados por cucarachas, pececillos de plata, ácaros de libros, psocópteros, y diversos escarabajos que se alimentan de las cubiertas, el papel, las encuadernaciones y el pegamento, dejando pequeños agujeros y manchas por excrementos. La evidencia de la infestación se manifiesta en forma de pequeñas acumulaciones de polvo y motas de excremento. Los daños pueden concentrarse en el lomo, en los bordes sobresalientes de las páginas y en la cubierta. La prevención se basa en mantener los libros en ambientes frescos, limpios, secos y con baja humedad, realizando inspecciones periódicas. El tratamiento puede consistir en congelar los libros durante largos periodos, aunque algunos huevos de insectos son muy resistentes y pueden sobrevivir durante extensos periodos a bajas temperaturas.

#### Escarabajos

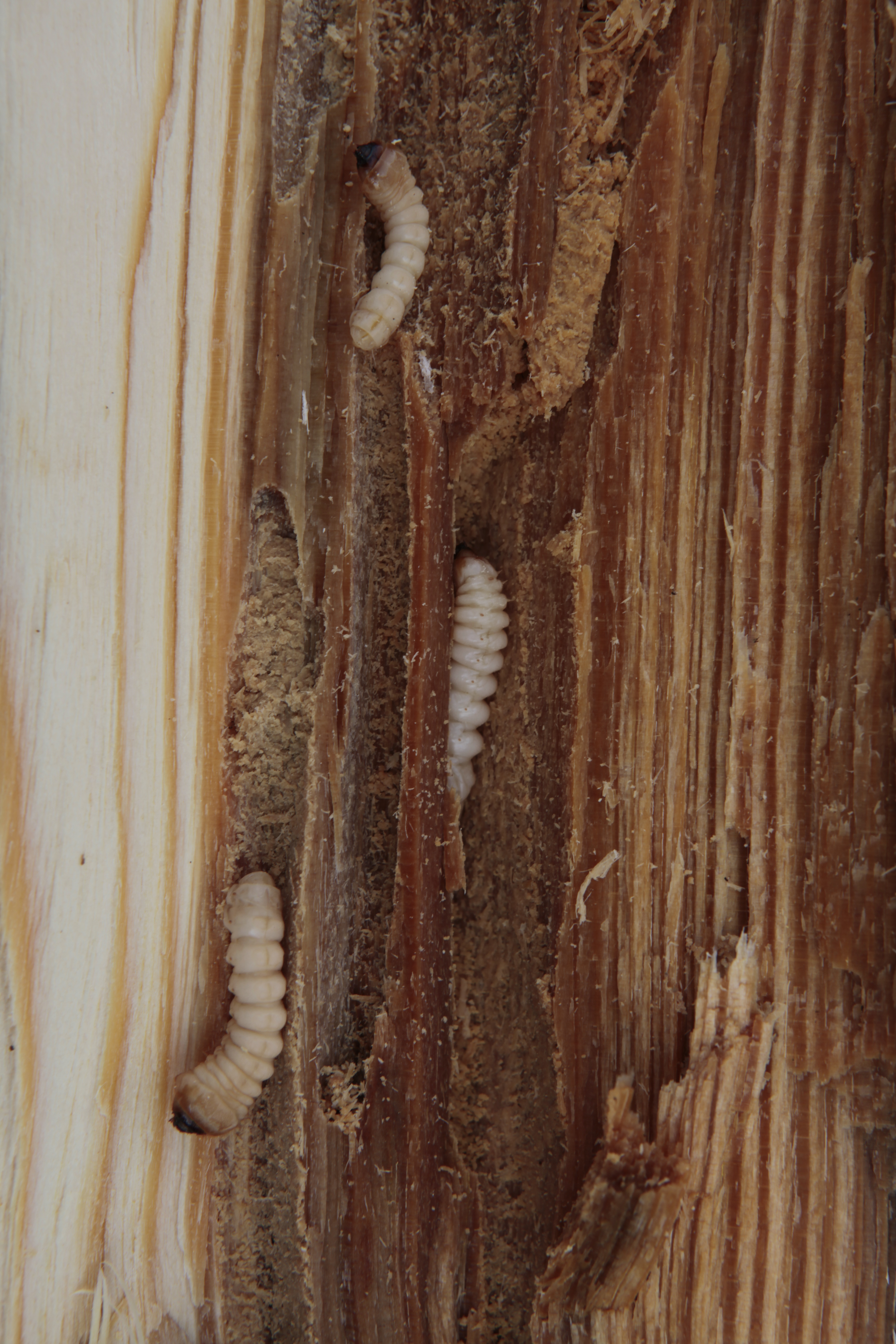
Madera estructural partida en una casa para evidenciar la presencia de larvas del carcoma Hylotrupes bajulus, acompañadas de excrementos.

Diversos escarabajos del superorden Bostrichoidea atacan la madera seca y curada utilizada en la construcción y en la fabricación de muebles. En la mayoría de los casos, son las larvas las que causan el daño, ya que se alimentan del interior de la madera sin ser visibles desde el exterior. Ejemplos de estos son los powderpost beetles, que atacan la savia de maderas duras, y los escarabajos de muebles, que afectan a maderas blandas, incluida la madera contrachapada. El daño ya se ha causado cuando los escarabajos adultos perforan la madera, dejando pequeños orificios redondos. La prevención es posible mediante tratamientos químicos a la madera antes de su uso en la construcción o en la fabricación de muebles.

#### Termitas
Las termitas con colonias cercanas a las viviendas pueden extender sus galerías subterráneas y construir tubos de barro para ingresar a los edificios. Estos insectos permanecen ocultos y desgastan las maderas estructurales y decorativas, dejando intactas las capas superficiales, además de dañar cartón, plástico y materiales aislantes. Su presencia puede evidenciarse cuando aparecen insectos alados y se produce un enjambre en la vivienda durante la primavera. Es fundamental realizar inspecciones regulares por parte de profesionales para detectar la actividad termita antes de que los daños sean significativos. La inspección y monitorización de las termitas es crucial, ya que los alados (reproductores) pueden no siempre aparecer dentro de la estructura. El control y la erradicación son trabajos profesionales que implican intentar excluir a los insectos del edificio y eliminarlos. Los termiticidas líquidos aplicados en el suelo establecen una barrera química que impide la entrada de termitas, y se pueden utilizar cebos letales que son ingeridos por los insectos forrajeadores y distribuidos en la colonia, provocando su disminución progresiva.

#### Mosquitos

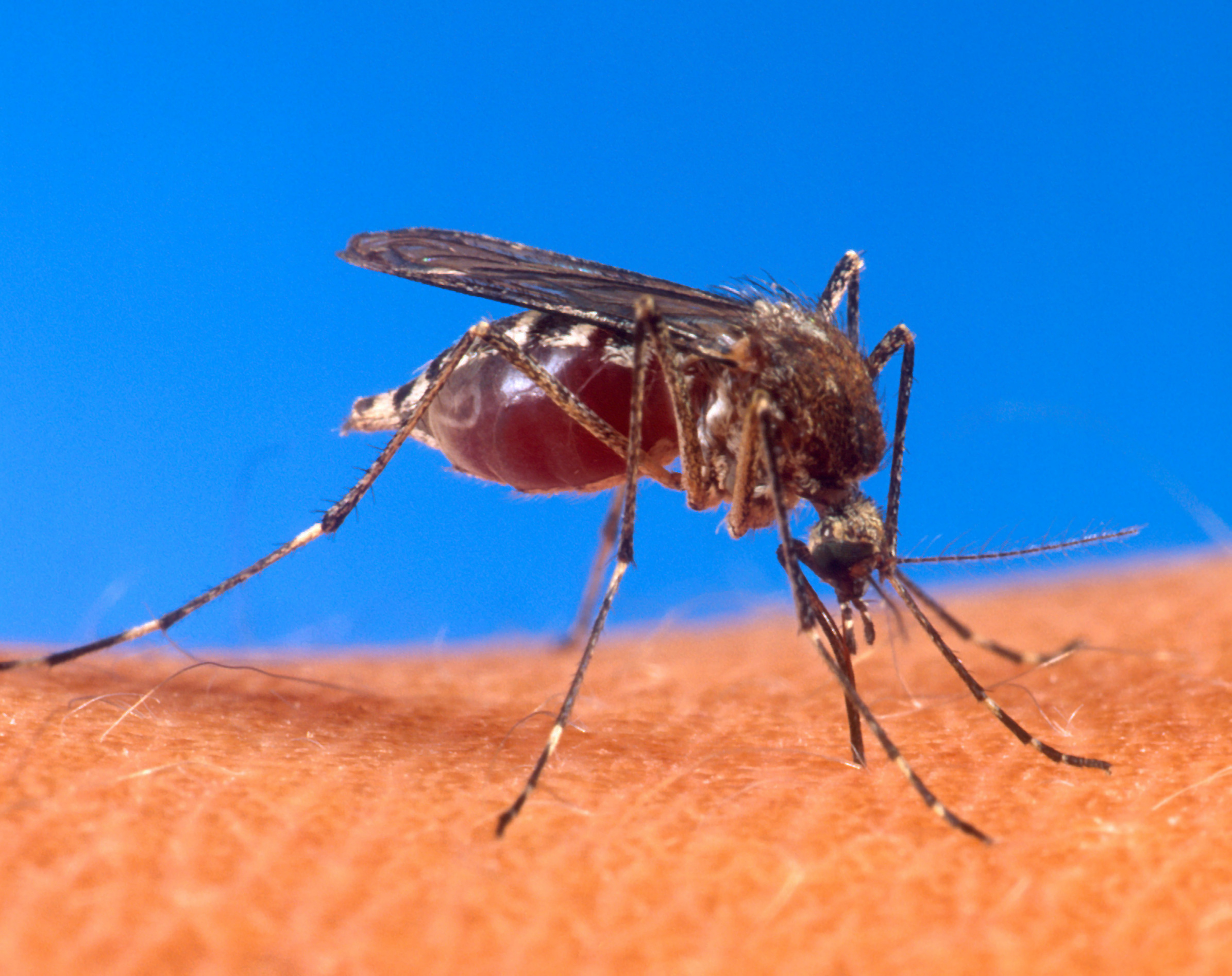
Mosquito (Aedes aegypti) picando a un humano

Los mosquitos son moscas similares a los mosquitos, pertenecientes a la familia Culicidae. Las hembras de la mayoría de las especies se alimentan de sangre y algunas actúan como vectores de enfermedades, como la malaria y otras. Históricamente, se han controlado mediante el uso de DDT y otros métodos químicos, pero debido a los efectos adversos ambientales de estos insecticidas se han probado otros métodos de control. Los mosquitos dependen del agua para reproducirse, por lo que la primera línea de control consiste en reducir los lugares de reproducción, eliminando zonas pantanosas y acumulaciones de agua estancada. Otros enfoques incluyen el control biológico de larvas mediante peces u otros depredadores, el control genético, la introducción de patógenos, hormonas reguladoras del crecimiento, la liberación de feromonas y el uso de trampas para mosquitos.

## En aeródromos

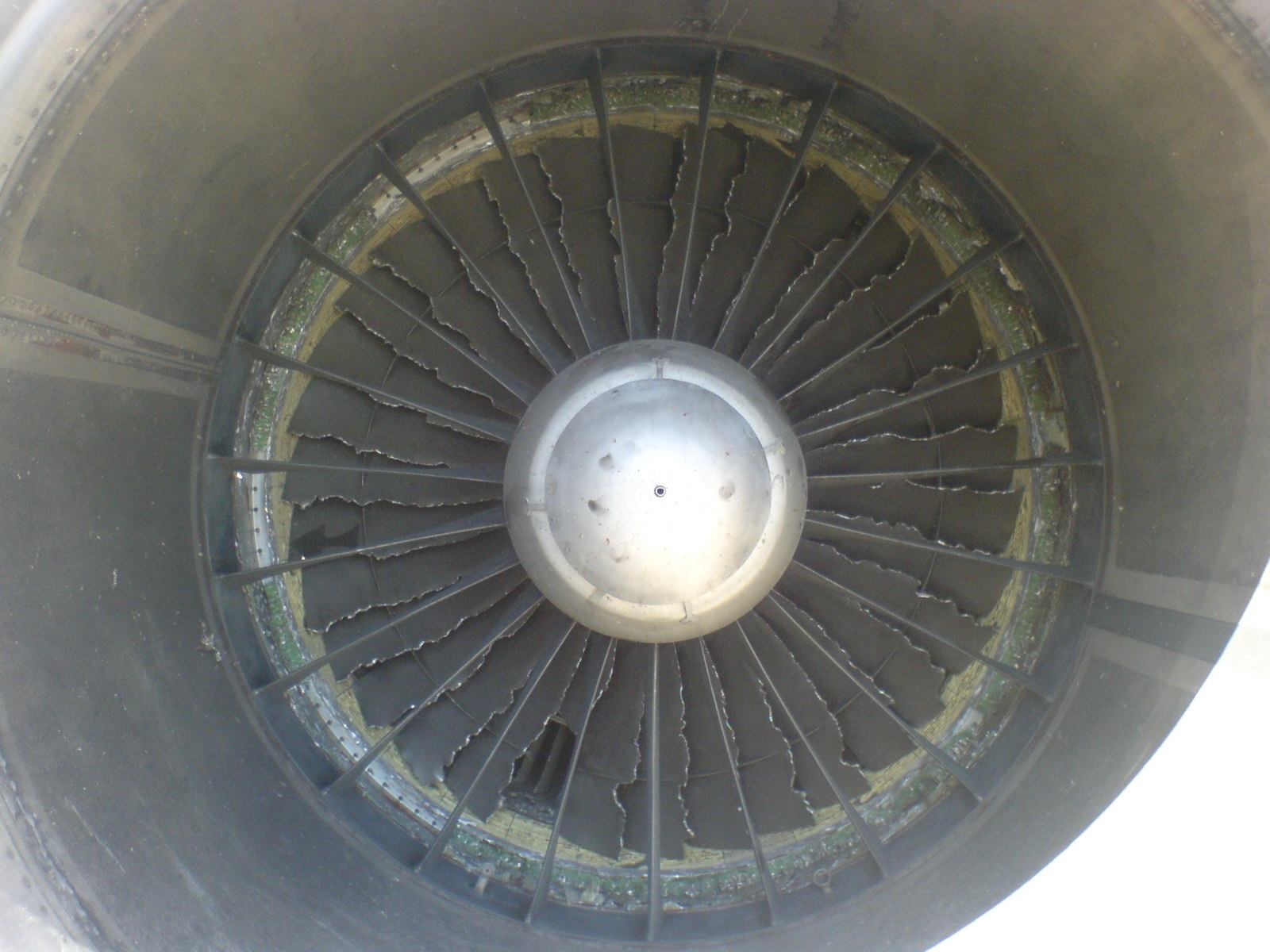
Las palas del motor de un avión dañadas tras el impacto con aves

Las aves representan un riesgo significativo para las aeronaves, pero resulta difícil alejarlas de los aeródromos. Se han explorado varios métodos, entre ellos:
Aturdir a las aves mediante la alimentación con cebos que contienen sustancias narcóticas.
Reducir su número en los aeródromos mediante el tratamiento del suelo para disminuir la presencia de lombrices y otros invertebrados.
Dejar el césped más largo en los aeródromos en lugar de cortarlo, lo que desalienta a las aves.
Pruebas con redes sónicas, que generan sonidos molestos para las aves, han mostrado ser eficaces para mantenerlas alejadas.

## ROESP
Para ejercer como profesional del manejo de plagas y otros trabajos de esas características es necesario contar con un registro sanitario emitido por el Registro Oficial de Establecimientos y Servicios Plaguicidas (ROESP). Este registro es obligatorio en cada comunidad autónoma y sin él no se pueden prestar servicios. El intrusismo y las acciones de manejo de plagas ejercidas por personal no capacitado, son una amenaza real tanto para el ecosistema como para la salud de las personas. Es imprescindible asegurarse de que el profesional cuenta con un certificado del ROESP emitido por su comunidad autónoma, normalmente con una estructura de cuatro dígitos, prefijo de la comunidad y letras identificativas (ejemplo, 0000MAD-XX).